# Umweltstiftung Gaia
Die Umweltstiftung Gaia wurde 1987 von dem Agrarwissenschaftler und Ökologen José Lutzenberger gegründet. Sie wurde durch die Kommunal-, Landes- und Bundesebene in Brasilien als gemeinnützig anerkannt. Ihr Standort liegt in Pantano Grande in Rio Grande do Sul.

## Aufgaben und Bedeutung
Die Stiftung arbeitet im Bereich der Umweltbildung und der Förderung sozial verträglicher Technologien wie die der regenerativen Landwirtschaft, nachhaltige Bewirtschaftung der natürlichen Ressourcen, natürliche Medizin, dezentrale Energieerzeugung und Alternativen der Abwasserentsorgung.
Sie besitzt ein unter dem Namen Rincão Gaia (Gaia Corner) bekanntes, rund dreißig Hektar großes Grundstück in einem alten Basalt-Steinbruch. Durch ein ökologisch abgestimmtes Management hat sich dort im Laufe der Jahre ein biologisch vielfältiges Ökosystem entwickelt (Biodiversität). Beispiele dafür sind, dass sich  Blatthühnchen, Eisvogel, die Biberratte, der Fischotter, der Waldkauz und weitere Tier- und Pflanzenarten hier angesiedelt haben. Darüber hinaus gibt es das Zentrum für Umwelterziehung und Verbreitung von regenerativer Landwirtschaft.
Die Umweltstiftung Gaia bietet eine Reihe von pädagogischen Aktivitäten wie Kurse, Workshops, Seminare, Touren und Öko-Freizeit-Treffen in der Gaia Corner an.